# Takeomi Itō
Pas d'image ? Cliquez ici

a Compétitions nationales et continentales officielles uniquement.

b Matchs officiels uniquement.
Dernière mise à jour le 29 juin 2018.
Takeomi Itō (伊藤剛臣, Itō Takeomi), né le 11 avril 1971 à Tokyo, est un joueur de rugby à XV international japonais qui joue aux postes de troisième ligne aile ou troisième ligne centre. Il joue pour les Kobelco Steelers en Top League pendant l'essentiel de sa carrière (1994-2012), avant de terminer sa carrière aux Kamaishi Seawaves dans la Top Ligue Est A entre 2012 et 2018. Il mesure 1,85 m pour 92 kg.

## Carrière

### En club
Takeomi Ito a commencé par évoluer en championnat japonais universitaire avec son club de l'Université Hōsei entre 1990 et 1994. Il remporte à cette occasion le championnat national universitaire en 1993, ainsi que la ligue Kanto en 1992 et 1993.
Il a ensuite fait ses débuts professionnels en 1994 avec le club des Kobelco Steelers situé à Kobe et qui évolue en Tournoi national des sociétés entre 1994 et 2002, puis en Top League entre 2003 et 2012. Avec ce club, il dispute un total de 18 saisons au plus haut niveau de compétition nationale. Il remporte la Top League une fois (2004) et le All Japan Championship trois fois (1995, 2000 et 2001).
En 2012, alors qu'il est âgé de 41 ans, il décide de se lancer un nouveau défi et rejoint le club de Kamaishi Seawaves qui évolue en Top Ligue Est A (championnat de deuxième division régionale japonais). En 2018, il arrête sa carrière à l'âge de 47 ans, ce qui représente une longévité exceptionnelle pour un joueur professionnel.

### En équipe nationale
Takeomi Ito obtient sa première cape internationale avec l'équipe du Japon le 11 mai 1996 à l’occasion d’un match contre l'équipe de Hong Kong, et sa dernière le 19 juin 2005 lors d'un match contre l'équipe d'Irlande.

## Palmarès

### En club
- Vainqueur du All Japan Championship en 1993, 1995, 2000 et 2007.
- Vainqueur du tournoi des sociétés en 1995, 2000 et 2001.
- Vainqueur de la Top League en 2004.

### En équipe nationale
- 63 sélections en équipe du Japon de rugby à XV
- 30 points (6 essais)
- Sélections par année : 7 en 1996, 4 en 1997, 11 en 1998, 9 en 1999, 1 en 2000, 5 en 2001, 6 en 2002, 11 en 2003, 4 en 2004, 5 en 2005

- Participations aux coupes du monde : 1999 et 2003